# Haze'evot
Haze'evot è un gruppo musicale rock israeliano. I membri del gruppo sono Yifat Balassiano, Moran Saranga, Shiran Franco e Talia Ishai. Le canzoni della band presentano un punto di vista femminile su varie questioni sociali come le relazioni, l'intolleranza sessuale e il sesso, tematiche non comuni che raramente appaiono sulla scena musicale israeliana dominata principalmente da uomini.

## Storia

### Primi anni
Negli anni 2000, i quattro membri originali della band si incontrarono nel liceo della città di Holon, in Israele, e cominciarono a suonare insieme.
Le loro prime prove si sono svolte presso il conservatorio di Holon. Il custode, Ze'ev, promise di mantenere il segreto, a condizione che la band prendesse nome da lui.

### 2012-presente
Nel 2012, la band ha pubblicato il suo primo mini-album sotto la produzione musicale di Yehu Yaron.
Nel 2015, la band è tornata in studio con il produttore musicale Nadav Perser e ha registrato il secondo album, pubblicato nel maggio dello stesso anno.
Nel 2016, la direzione dell'università Bar-Ilan ha informato la band che non poteva cantare durante la cerimonia della Giornata commemorativa dell'Olocausto.
Il tour di Haze'evot in Israele è non-stop e in ottobre del 2016 vi è stato il loro primo tour europeo, e con partecipazione al festival Waves a Vienna.
Nell'agosto del 2017 la bassista, Moran Lachmi ha lasciato la band per intraprendere una carriera autonoma a New York; alla band si è allora unita Talia Ishai come nuova bassista.

### Influenze musicali
La band è principalmente influenzata dai suoni degli anni 90 e suona materiale originale in ebraico e in inglese. La band ha indicato di essere stata ispirata in particolare da Placebo, The Pixies, Radiohead, David Bowie, The Beatles, The Kooks, Sonic Youth, The Killers e Blur.